# Axaməd
Axaməd è un comune dell'Azerbaigian situato nel distretto di Şərur.   